# Liste der Nummer-eins-Hits in Österreich (2006)
Diese Liste enthält alle Nummer-eins-Hits in Österreich im Jahr 2006. Sie basiert auf den Top 75 der österreichischen Charts bei den Singles und bei den Alben. Es gab in diesem Jahr 14 Nummer-eins-Singles und 27 Nummer-eins-Alben.

## Singles
| ← 2005 ← | Liste der Nummer-eins-Hits in Österreich | Liste der Nummer-eins-Hits in Österreich              | Liste der Nummer-eins-Hits in Österreich | 2007 →                    |
| \| Zeitraum \| Wo. ges. \| Interpret \| Titel Autor(en) \| Zusätzliche Informationen \| \| (Zeitraum, Wochen auf Platz eins, Interpret, Titel, Autor[en], zusätzliche Informationen) \| \| \| \| \| \| ----------------------------------------------------------------------------------------- \| -------- \| ----------------------------------------------------- \| ---------------------------------------------------------------------------------------------------------------------------------------------------------- \| ------------------------- \| \| 28. November 2005 – 7. Januar 2006 5 Wochen \| 5 \| Madonna \| Hung Up Björn K. Ulvaeus, Benny Goran Bror Andersson, Stuart David Price, Madonna L. Ciccone \| – \| \| 8. Januar 2006 – 2. Februar 2006 4 Wochen \| 4 \| Mattafix \| Big City Life Preetesh Hirji, Marlon Roudette \| – \| \| 3. Februar 2006 – 23. März 2006 7 Wochen \| 7 \| Bob Sinclar presents Goleo VI feat. Gary „Nesta“ Pine \| Love Generation Musik: Christophe Le Friant, Alain Wisniak, Jean-Guy Georges Schreiner; Text: Gary D. Pine, Duane Charles Harden \| – \| \| 24. März 2006 – 6. April 2006 2 Wochen \| 2 \| Tokio Hotel \| Rette mich Dave Roth, Patrick Benzner, David Jost, Olaf Weitzl \| – \| \| 7. April 2006 – 4. Mai 2006 4 Wochen \| 4 \| Tobias Regner \| I Still Burn Peter John Wright, Jess Clayton Cates \| – \| \| 5. Mai 2006 – 11. Mai 2006 1 Woche \| 1 \| Mary J. Blige & U2 \| One Adam Clayton, Laurence Mullen, David Evans, Paul David Hewson \| – \| \| 12. Mai 2006 – 25. Mai 2006 2 Wochen \| 2 \| Christina Stürmer \| Nie genug Ivo Moring, Alexander Geringas, Thorsten Brötzmann \| – \| \| 26. Mai 2006 – 3. August 2006 10 Wochen \| 10 \| Gnarls Barkley \| Crazy Musik: Brian Joseph Burton, Thomas DeCarlo Callaway, Gian Franco Reverberi, Gian Piero Reverberi; Text: Brian Joseph Burton, Thomas DeCarlo Callaway \| – \| \| 4. August 2006 – 24. August 2006 3 Wochen \| 3 \| The Pussycat Dolls feat. Snoop Dogg \| Buttons Jamal F. Jones, Jason Wayne Perry, Nicole Scherzinger, Sean Garrett \| – \| \| 25. August 2006 – 31. August 2006 1 Woche \| 1 \| Tiziano Ferro \| Stop! Dimentica Tiziano Ferro \| – \| \| 1. September 2006 – 7. September 2006 1 Woche (insgesamt 3) \| 3 \| Christina Stürmer \| Um bei dir zu sein Tim Winter, Paul Leisin, Peter Horsch \| – \| \| 8. September 2006 – 14. September 2006 1 Woche \| 1 \| Tokio Hotel \| Der letzte Tag Dave Roth, Patrick Benzner, David Jost \| – \| \| 15. September 2006 – 28. September 2006 2 Wochen (insgesamt 3) \| 3 \| Christina Stürmer \| Um bei dir zu sein Tim Winter, Paul Leisin, Peter Horsch \| – \| \| 29. September 2006 – 2. November 2006 5 Wochen \| 5 \| Scissor Sisters \| I Don’t Feel Like Dancin’ Scott David Hoffman, Jason Sellards, Elton John \| – \| \| 3. November 2006 – 14. Dezember 2006 6 Wochen \| 6 \| Silbermond \| Das Beste Stefanie Kloß, Thomas Stolle, Johannes Stolle, Andreas Jan Nowak \| – \| \| 15. Dezember 2006 – 4. Januar 2007 3 Wochen \| 3 \| Monrose \| Shame Christian Ballard, Andrew Ian Murray, Pete Kirtley, Timothy Hawes \| – \| |                                          |                                                       | |                           |
| ← 2005 |                                          |                                                       | | → 2007 →                  |
| Zeitraum | Wo. ges.                                 | Interpret                                             | Titel Autor(en) | Zusätzliche Informationen |
| (Zeitraum, Wochen auf Platz eins, Interpret, Titel, Autor[en], zusätzliche Informationen) |                                          |                                                       | |                           |
| 28. November 2005 – 7. Januar 2006 5 Wochen | 5                                        | Madonna                                               | Hung Up Björn K. Ulvaeus, Benny Goran Bror Andersson, Stuart David Price, Madonna L. Ciccone                                                               | –                         |
| 8. Januar 2006 – 2. Februar 2006 4 Wochen | 4                                        | Mattafix                                              | Big City Life Preetesh Hirji, Marlon Roudette | –                         |
| 3. Februar 2006 – 23. März 2006 7 Wochen | 7                                        | Bob Sinclar presents Goleo VI feat. Gary „Nesta“ Pine | Love Generation Musik: Christophe Le Friant, Alain Wisniak, Jean-Guy Georges Schreiner; Text: Gary D. Pine, Duane Charles Harden                           | –                         |
| 24. März 2006 – 6. April 2006 2 Wochen | 2                                        | Tokio Hotel                                           | Rette mich Dave Roth, Patrick Benzner, David Jost, Olaf Weitzl                                                                                             | –                         |
| 7. April 2006 – 4. Mai 2006 4 Wochen | 4                                        | Tobias Regner                                         | I Still Burn Peter John Wright, Jess Clayton Cates | –                         |
| 5. Mai 2006 – 11. Mai 2006 1 Woche | 1                                        | Mary J. Blige & U2                                    | One Adam Clayton, Laurence Mullen, David Evans, Paul David Hewson                                                                                          | –                         |
| 12. Mai 2006 – 25. Mai 2006 2 Wochen | 2                                        | Christina Stürmer                                     | Nie genug Ivo Moring, Alexander Geringas, Thorsten Brötzmann                                                                                               | –                         |
| 26. Mai 2006 – 3. August 2006 10 Wochen | 10                                       | Gnarls Barkley                                        | Crazy Musik: Brian Joseph Burton, Thomas DeCarlo Callaway, Gian Franco Reverberi, Gian Piero Reverberi; Text: Brian Joseph Burton, Thomas DeCarlo Callaway | –                         |
| 4. August 2006 – 24. August 2006 3 Wochen | 3                                        | The Pussycat Dolls feat. Snoop Dogg                   | Buttons Jamal F. Jones, Jason Wayne Perry, Nicole Scherzinger, Sean Garrett                                                                                | –                         |
| 25. August 2006 – 31. August 2006 1 Woche | 1                                        | Tiziano Ferro                                         | Stop! Dimentica Tiziano Ferro | –                         |
| 1. September 2006 – 7. September 2006 1 Woche (insgesamt 3) | 3                                        | Christina Stürmer                                     | Um bei dir zu sein Tim Winter, Paul Leisin, Peter Horsch                                                                                                   | –                         |
| 8. September 2006 – 14. September 2006 1 Woche | 1                                        | Tokio Hotel                                           | Der letzte Tag Dave Roth, Patrick Benzner, David Jost | –                         |
| 15. September 2006 – 28. September 2006 2 Wochen (insgesamt 3) | 3                                        | Christina Stürmer                                     | Um bei dir zu sein Tim Winter, Paul Leisin, Peter Horsch                                                                                                   | –                         |
| 29. September 2006 – 2. November 2006 5 Wochen | 5                                        | Scissor Sisters                                       | I Don’t Feel Like Dancin’ Scott David Hoffman, Jason Sellards, Elton John                                                                                  | –                         |
| 3. November 2006 – 14. Dezember 2006 6 Wochen | 6                                        | Silbermond                                            | Das Beste Stefanie Kloß, Thomas Stolle, Johannes Stolle, Andreas Jan Nowak                                                                                 | –                         |
| 15. Dezember 2006 – 4. Januar 2007 3 Wochen | 3                                        | Monrose                                               | Shame Christian Ballard, Andrew Ian Murray, Pete Kirtley, Timothy Hawes                                                                                    | –                         |

## Alben
| ← 2005 ← | Liste der Nummer-eins-Alben in Österreich | Liste der Nummer-eins-Alben in Österreich | Liste der Nummer-eins-Alben in Österreich          | 2007 →                    |
| \| Zeitraum \| Wo. ges. \| Interpret \| Titel \| Zusätzliche Informationen \| \| (Zeitraum, Wochen auf Platz eins, Interpret, Titel, zusätzliche Informationen) \| \| \| \| \| \| ------------------------------------------------------------------------------ \| -------- \| -------------------------------------- \| -------------------------------------------------- \| ------------------------- \| \| 23. Dezember 2005 – 14. Januar 2006 3 Wochen (insgesamt 4) \| 4 \| Robbie Williams \| Intensive Care \| – \| \| 15. Januar 2006 – 21. Januar 2006 1 Woche (insgesamt 2) \| 2 \| Xavier Naidoo \| Telegramm für X \| – \| \| 22. Januar 2006 – 2. Februar 2006 2 Wochen \| 2 \| Wiener Philharmoniker / Mariss Jansons \| Neujahrskonzert 2006 \| – \| \| 3. Februar 2006 – 23. Februar 2006 3 Wochen \| 3 \| Rainhard Fendrich \| Hier + jetzt \| – \| \| 24. Februar 2006 – 9. März 2006 2 Wochen \| 2 \| James Blunt \| Back to Bedlam / Chasing Time: The Bedlam Sessions \| – \| \| 10. März 2006 – 16. März 2006 1 Woche \| 1 \| SheSays \| SheSays \| – \| \| 17. März 2006 – 23. März 2006 1 Woche (insgesamt 2) \| 2 \| Rosenstolz \| Das große Leben \| – \| \| 24. März 2006 – 30. März 2006 1 Woche \| 1 \| Placebo \| Meds \| – \| \| 31. März 2006 – 6. April 2006 1 Woche (insgesamt 2) \| 2 \| Rosenstolz \| Das große Leben \| – \| \| 7. April 2006 – 13. April 2006 1 Woche (insgesamt 2) \| 2 \| Tokio Hotel \| Schrei! \| – \| \| 14. April 2006 – 20. April 2006 1 Woche \| 1 \| P!nk \| I’m Not Dead \| – \| \| 21. April 2006 – 4. Mai 2006 2 Wochen \| 2 \| Andrea Berg \| Splitternackt \| – \| \| 5. Mai 2006 – 11. Mai 2006 1 Woche \| 1 \| Silbermond \| Laut gedacht \| – \| \| 12. Mai 2006 – 18. Mai 2006 1 Woche \| 1 \| Tool \| 10,000 Days \| – \| \| 19. Mai 2006 – 6. Juli 2006 7 Wochen \| 7 \| Red Hot Chili Peppers \| Stadium Arcadium \| – \| \| 7. Juli 2006 – 13. Juli 2006 1 Woche (insgesamt 2) \| 2 \| LaFee \| LaFee \| – \| \| 14. Juli 2006 – 20. Juli 2006 1 Woche \| 1 \| Peter Alexander \| Herzlichen Glückwunsch! \| – \| \| 21. Juli 2006 – 27. Juli 2006 1 Woche (insgesamt 2) \| 2 \| LaFee \| LaFee \| – \| \| 28. Juli 2006 – 3. August 2006 1 Woche (insgesamt 3) \| 3 \| Semino Rossi \| Ich denk an dich \| – \| \| 4. August 2006 – 10. August 2006 1 Woche \| 1 \| Nockalm Quintett \| Einsam wie Napoleon \| – \| \| 11. August 2006 – 24. August 2006 2 Wochen (insgesamt 3) \| 3 \| Semino Rossi \| Ich denk an Dich \| – \| \| 25. August 2006 – 31. August 2006 1 Woche (insgesamt 2) \| 2 \| Christina Aguilera \| Back to Basics \| – \| \| 1. September 2006 – 7. September 2006 1 Woche \| 1 \| Robbie Williams \| Greatest Hits \| – \| \| 8. September 2006 – 14. September 2006 1 Woche \| 1 \| Hansi Hinterseer \| Meine Berge, meine Heimat \| – \| \| 15. September 2006 – 21. September 2006 1 Woche (insgesamt 2) \| 2 \| Christina Aguilera \| Back to Basics \| – \| \| 22. September 2006 – 28. September 2006 1 Woche \| 1 \| Bob Dylan \| Modern Times \| – \| \| 29. September 2006 – 19. Oktober 2006 3 Wochen (insgesamt 4) \| 4 \| Christina Stürmer \| Lebe lauter \| – \| \| 20. Oktober 2006 – 26. Oktober 2006 1 Woche \| 1 \| Die Ärzte \| Bäst Of \| – \| \| 27. Oktober 2006 – 2. November 2006 1 Woche (insgesamt 4) \| 4 \| Christina Stürmer \| Lebe lauter \| – \| \| 3. November 2006 – 9. November 2006 1 Woche \| 1 \| Robbie Williams \| Rudebox \| – \| \| 10. November 2006 – 21. Dezember 2006 6 Wochen (insgesamt 7) \| 7 \| Kiddy Contest Kids \| Kiddy Contest Vol. 12 \| – \| \| 22. Dezember 2006 – 4. Januar 2007 2 Wochen (insgesamt 3) \| 3 \| Monrose \| Temptation \| – \| |                                           |                                           |                                                    |                           |
| ← 2005 |                                           |                                           |                                                    | → 2007 →                  |
| Zeitraum | Wo. ges.                                  | Interpret                                 | Titel                                              | Zusätzliche Informationen |
| (Zeitraum, Wochen auf Platz eins, Interpret, Titel, zusätzliche Informationen) |                                           |                                           |                                                    |                           |
| 23. Dezember 2005 – 14. Januar 2006 3 Wochen (insgesamt 4) | 4                                         | Robbie Williams                           | Intensive Care                                     | –                         |
| 15. Januar 2006 – 21. Januar 2006 1 Woche (insgesamt 2) | 2                                         | Xavier Naidoo                             | Telegramm für X                                    | –                         |
| 22. Januar 2006 – 2. Februar 2006 2 Wochen | 2                                         | Wiener Philharmoniker / Mariss Jansons    | Neujahrskonzert 2006                               | –                         |
| 3. Februar 2006 – 23. Februar 2006 3 Wochen | 3                                         | Rainhard Fendrich                         | Hier + jetzt                                       | –                         |
| 24. Februar 2006 – 9. März 2006 2 Wochen | 2                                         | James Blunt                               | Back to Bedlam / Chasing Time: The Bedlam Sessions | –                         |
| 10. März 2006 – 16. März 2006 1 Woche | 1                                         | SheSays                                   | SheSays                                            | –                         |
| 17. März 2006 – 23. März 2006 1 Woche (insgesamt 2) | 2                                         | Rosenstolz                                | Das große Leben                                    | –                         |
| 24. März 2006 – 30. März 2006 1 Woche | 1                                         | Placebo                                   | Meds                                               | –                         |
| 31. März 2006 – 6. April 2006 1 Woche (insgesamt 2) | 2                                         | Rosenstolz                                | Das große Leben                                    | –                         |
| 7. April 2006 – 13. April 2006 1 Woche (insgesamt 2) | 2                                         | Tokio Hotel                               | Schrei!                                            | –                         |
| 14. April 2006 – 20. April 2006 1 Woche | 1                                         | P!nk                                      | I’m Not Dead                                       | –                         |
| 21. April 2006 – 4. Mai 2006 2 Wochen | 2                                         | Andrea Berg                               | Splitternackt                                      | –                         |
| 5. Mai 2006 – 11. Mai 2006 1 Woche | 1                                         | Silbermond                                | Laut gedacht                                       | –                         |
| 12. Mai 2006 – 18. Mai 2006 1 Woche | 1                                         | Tool                                      | 10,000 Days                                        | –                         |
| 19. Mai 2006 – 6. Juli 2006 7 Wochen | 7                                         | Red Hot Chili Peppers                     | Stadium Arcadium                                   | –                         |
| 7. Juli 2006 – 13. Juli 2006 1 Woche (insgesamt 2) | 2                                         | LaFee                                     | LaFee                                              | –                         |
| 14. Juli 2006 – 20. Juli 2006 1 Woche | 1                                         | Peter Alexander                           | Herzlichen Glückwunsch!                            | –                         |
| 21. Juli 2006 – 27. Juli 2006 1 Woche (insgesamt 2) | 2                                         | LaFee                                     | LaFee                                              | –                         |
| 28. Juli 2006 – 3. August 2006 1 Woche (insgesamt 3) | 3                                         | Semino Rossi                              | Ich denk an dich                                   | –                         |
| 4. August 2006 – 10. August 2006 1 Woche | 1                                         | Nockalm Quintett                          | Einsam wie Napoleon                                | –                         |
| 11. August 2006 – 24. August 2006 2 Wochen (insgesamt 3) | 3                                         | Semino Rossi                              | Ich denk an Dich                                   | –                         |
| 25. August 2006 – 31. August 2006 1 Woche (insgesamt 2) | 2                                         | Christina Aguilera                        | Back to Basics                                     | –                         |
| 1. September 2006 – 7. September 2006 1 Woche | 1                                         | Robbie Williams                           | Greatest Hits                                      | –                         |
| 8. September 2006 – 14. September 2006 1 Woche | 1                                         | Hansi Hinterseer                          | Meine Berge, meine Heimat                          | –                         |
| 15. September 2006 – 21. September 2006 1 Woche (insgesamt 2) | 2                                         | Christina Aguilera                        | Back to Basics                                     | –                         |
| 22. September 2006 – 28. September 2006 1 Woche | 1                                         | Bob Dylan                                 | Modern Times                                       | –                         |
| 29. September 2006 – 19. Oktober 2006 3 Wochen (insgesamt 4) | 4                                         | Christina Stürmer                         | Lebe lauter                                        | –                         |
| 20. Oktober 2006 – 26. Oktober 2006 1 Woche | 1                                         | Die Ärzte                                 | Bäst Of                                            | –                         |
| 27. Oktober 2006 – 2. November 2006 1 Woche (insgesamt 4) | 4                                         | Christina Stürmer                         | Lebe lauter                                        | –                         |
| 3. November 2006 – 9. November 2006 1 Woche | 1                                         | Robbie Williams                           | Rudebox                                            | –                         |
| 10. November 2006 – 21. Dezember 2006 6 Wochen (insgesamt 7) | 7                                         | Kiddy Contest Kids                        | Kiddy Contest Vol. 12                              | –                         |
| 22. Dezember 2006 – 4. Januar 2007 2 Wochen (insgesamt 3) | 3                                         | Monrose                                   | Temptation                                         | –                         |

## Jahreshitparaden
| ← 2005 ← | Liste der Nummer-eins-Hits in Österreich | Liste der Nummer-eins-Hits in Österreich                       | Liste der Nummer-eins-Hits in Österreich | 2007 →   |
| \| Singles \| Position# \| Alben \| \| -------------------------------------------------------------------------------------------------------------------------------------------------------------------------------------- \| --------- \| -------------------------------------------------------------- \| \| Crazy Gnarls Barkley Musik: Brian Joseph Burton, Thomas DeCarlo Callaway, Gian Franco Reverberi, Gian Piero Reverberi; Text: Brian Joseph Burton, Thomas DeCarlo Callaway \| 1 \| Stadium Arcadium Red Hot Chili Peppers \| \| Love Generation Bob Sinclar presents Goleo VI feat. Gary „Nesta“ Pine Musik: Christophe Le Friant, Alain Wisniak, Jean-Guy Georges Schreiner; Text: Gary D. Pine, Duane Charles Harden \| 2 \| Kiddy Contest Vol. 12 Kiddy Contest Kids \| \| Hips Don’t Lie Shakira feat. Wyclef Jean Omar Alfanno, Jerry Duplessis, Wyclef Jean, Shakira Isabel Mebarak, Latavia Chufon Parker, Luis Diaz \| 3 \| Intensive Care Robbie Williams \| \| Big City Life Mattafix Preetesh Hirji, Marlon Roudette \| 4 \| Telegramm für X Xavier Naidoo \| \| Nie genug Christina Stürmer Ivo Moring, Alexander Geringas, Thorsten Brötzmann \| 5 \| Lebe lauter Christina Stürmer \| \| I Belong to You (Il ritmo della passione) Eros Ramazzotti, Claudio Guidetti, Kara DioGuardi, Giuseppe Rinaldi, Anastacia L. Newkirk \| 6 \| Back to Bedlam / Chasing Time: The Bedlam Sessions James Blunt \| \| Stop! Dimentica Tiziano Ferro \| 7 \| Ich denk an dich Semino Rossi \| \| I Don’t Feel Like Dancin’ Scissor Sisters Scott David Hoffman, Jason Sellards, Elton John \| 8 \| Schrei! Tokio Hotel \| \| Das Beste Silbermond Stefanie Kloß, Thomas Stolle, Johannes Stolle, Andreas Jan Nowak \| 9 \| I’m Not Dead P!nk \| \| One Mary J. Blige & U2 Adam Clayton, Laurence Mullen, David Evans, Paul David Hewson \| 10 \| LaFee \| |                                          |                                                                |                                          |          |
| ← 2005 |                                          |                                                                |                                          | → 2007 → |
| Singles | Position#                                | Alben                                                          |                                          |          |
| Crazy Gnarls Barkley Musik: Brian Joseph Burton, Thomas DeCarlo Callaway, Gian Franco Reverberi, Gian Piero Reverberi; Text: Brian Joseph Burton, Thomas DeCarlo Callaway | 1                                        | Stadium Arcadium Red Hot Chili Peppers                         |                                          |          |
| Love Generation Bob Sinclar presents Goleo VI feat. Gary „Nesta“ Pine Musik: Christophe Le Friant, Alain Wisniak, Jean-Guy Georges Schreiner; Text: Gary D. Pine, Duane Charles Harden | 2                                        | Kiddy Contest Vol. 12 Kiddy Contest Kids                       |                                          |          |
| Hips Don’t Lie Shakira feat. Wyclef Jean Omar Alfanno, Jerry Duplessis, Wyclef Jean, Shakira Isabel Mebarak, Latavia Chufon Parker, Luis Diaz | 3                                        | Intensive Care Robbie Williams                                 |                                          |          |
| Big City Life Mattafix Preetesh Hirji, Marlon Roudette | 4                                        | Telegramm für X Xavier Naidoo                                  |                                          |          |
| Nie genug Christina Stürmer Ivo Moring, Alexander Geringas, Thorsten Brötzmann | 5                                        | Lebe lauter Christina Stürmer                                  |                                          |          |
| I Belong to You (Il ritmo della passione) Eros Ramazzotti, Claudio Guidetti, Kara DioGuardi, Giuseppe Rinaldi, Anastacia L. Newkirk | 6                                        | Back to Bedlam / Chasing Time: The Bedlam Sessions James Blunt |                                          |          |
| Stop! Dimentica Tiziano Ferro | 7                                        | Ich denk an dich Semino Rossi                                  |                                          |          |
| I Don’t Feel Like Dancin’ Scissor Sisters Scott David Hoffman, Jason Sellards, Elton John | 8                                        | Schrei! Tokio Hotel                                            |                                          |          |
| Das Beste Silbermond Stefanie Kloß, Thomas Stolle, Johannes Stolle, Andreas Jan Nowak | 9                                        | I’m Not Dead P!nk                                              |                                          |          |
| One Mary J. Blige & U2 Adam Clayton, Laurence Mullen, David Evans, Paul David Hewson | 10                                       | LaFee                                                          |                                          |          |